# Riserva naturale Foce del Fiume Belice e dune limitrofe
La riserva naturale Foce del Fiume Belice e dune limitrofe è un'area naturale protetta situata nei comuni di Menfi e Castelvetrano, nelle provincie rispettivamente di Agrigento e Trapani. La riserva è stata istituita nel 1984 e gestita dalla provincia di Trapani.

## Territorio

il ponte ferroviario in una foto del 1979 della linea Castelvetrano-Porto Empedocle

La riserva ha un'estensione territoriale di circa 130 ettari denominata zona A (riserva) alla quale si aggiungono altri 140 ettari, classificati come zona B in quanto area della preriserva.
La riserva naturale della foce del fiume Belice è un'area lacustre costiera estesa per oltre 5,0 km sulla costa meridionale della Sicilia e bagnata dal Canale di Sicilia, tra Marinella di Selinunte e il promontorio di Porto Palo, mentre all'interno è delimitata dalla linea ferroviaria Castelvetrano-Porto Empedocle, dismessa tra il 1977 e il 1986, che scavalcava il fiume con un ponte in ferro da 50 metri, ancora oggi esistente dopo la dismissione della linea ferroviaria. Qui sbocca in mare il fiume Belice dopo un corso di 77 chilometri. 
Il fiume nasce all'interno della Sicilia a Piana degli Albanesi ed ha andamento stagionale. La foce ha zone depresse che periodicamente vengono inondate dall'acqua salmastra. Il litorale è sabbioso ed è costellato di piccole dune che si spostano sotto l'azione dei venti.
L'ultimo tratto del fiume, penetra all'interno della riserva seguendo un percorso quasi rettilineo per poi distendersi parallelamente al litorale e, dopo aver formato un'ultima ansa, si getta nel mare.
La riserva è stata istituita, soprattutto, per favorire la conservazione e la ricostituzione delle formazioni dunali, della flora e della fauna tipiche degli ambienti sabbiosi.
Essa comprende ambienti diversi: le dune, la foce deI fiume con la tipica vegetazione palustre e, nella parte più interna, la macchia mediterranea sempreverde.

## Flora
Le piante che si possono osservare, per la maggior parte erbacee, sono dotate di particolari organi sotterranei (bulbi e rizomi) per accumulare e ritenere acqua, nelle parti aeree presentano accorgimenti che permettono di limitare la traspirazione.

La flora presente è di tipo palustre e comprende varie specie endemiche oltre a specie proprie dei suoli paludosi. Fra le specie presenti si ricordano il giglio di mare (Pancratium maritimum), la canna (Arundo donax), il giunco, lo zigolo, il ravastrello (Cakile maritima), l'acacia, la santolina (Santolina chamaecyperissus), l'erba medica marina (Medicago marina), la scilla marittima (Urginea maritima), il tamericio (Tamarix gallica) e il papavero cornuto (Glaucium flavum).

Molte di queste specie sono pioniere, riescono, cioè, a colonizzare le dune, operandone la fissazione e rendendole consolidate per il successivo insediamento di arbusti e di erbe.

Le dune, divenute stabili, diventano utili per l'ecosistema costiero, ostacolando i venti carichi di salsedine e impedendo l'avanzata della sabbia verso l'interno.

Nella parte più interna, denominata preriserva, sul lato sinistro del fiume, si innalza un pendio su cui cresce una macchia sempreverde, caratterizzata dalla presenza di specie vegetali tipiche del paesaggio mediterraneo, come l'olivastro (Olea europaea), il lentisco (Pistacia lentiscus), l'euforbia arborea (Euphorbia dendroides), il cappero (Capparis spinosa), l'asparago spinoso (Asparagus acutifolius), il carrubo (Ceratonia siliqua) e la palma nana (Chamaerops humilis).

## Fauna
La riserva ospita una ricca avifauna, sia di tipo stanziale sia migratorio. Fra le specie presenti si ricordano il martin pescatore, l'airone cenerino, il fratino, la folaga, la gallinella d'acqua, il gabbiano, l'anatra, la ghiandaia ed il cuculo.

Vi si trovano anche invertebrati quali molluschi bivalvi e alcuni rettili come il ramarro, la lucertola e la biscia dal collare. Sulle dune sabbiose trovano il loro ambiente ideale alcune specie di artropodi quali gli ortotteri Brachytrupes megacephalus e Ochrilidia sicula, il coleottero Pimelia grossa e lo scarabeo Geotrupes marginatus.

Periodicamente si verifica la presenza di tartarughe marine (Caretta caretta) che in questa zona depositano le uova.